# Gasser M1870
O Gasser M1870 era um revólver com câmara para 11,3×36mmR que foi adotado pela cavalaria austro-húngara em 1870. Era um modelo de armação aberta, com a unidade do cano fixada à armação por um parafuso abaixo do eixo do tambor. O pino do eixo era parafusado na unidade do cano e encaixado em um recesso na culatra vertical. O tambor era carregado pelo lado direito, e um ejetor de haste era transportado sob o cano. Uma barra de segurança exclusiva geralmente é encontrada à direita da armação, abaixo do tambor. Ela carrega pinos que passam por orifícios na armação para engatar o mecanismo de trava. Retrair ligeiramente o cão permite que um desses pinos se mova para dentro, impedindo que o cão se mova para frente novamente quando liberado. O revólver pode então ser carregado com segurança quando carregado. A pressão no gatilho retira o pino do caminho do cão antes do disparo. O Gasser M1870 tornou-se o revólver da cavalaria austro-húngara. Ele continha um longo cartucho de fogo central de 11,25 milímetros, que havia sido usado anteriormente em carabinas Fruwirth.